# Ahmed I
Ahmed I, detto il Fortunato (turco أحمد اول, Ahmed-i evvel; Magnesia, 18 aprile 1590 – Palazzo di Topkapı, 22 novembre 1617), fu sultano dell'Impero ottomano dal 1603 fino alla sua morte.

## Biografia
Nell'aprile 1590, Ahmed I nacque nel palazzo di Manisa, quando suo padre Mehmed III, era ancora un principe. Sua madre era Handan Hatun. Dopo la morte del nonno Murad III nel 1595, suo padre si recò a Costantinopoli e ascese al trono. Il padre ordinò l'esecuzione dei suoi diciannove fratelli. Suo fratellastro maggiore, Şehzade Mahmud, venne ucciso dal suo stesso padre, il 7 giugno 1603, poco prima della sua morte il 22 dicembre 1603. Mahmud fu sepolto insieme a sua madre in un mausoleo separato costruito da Ahmed nella Moschea di Sehzade, a Costantinopoli.
Era un abile spadaccino e cavallerizzo e parlava fluentemente numerose lingue. Ahmed era un poeta e scrisse un certo numero di opere politiche e liriche sotto il nome Bahti. Frequentò studiosi, calligrafi e uomini pii. Commissionò un libro intitolato La Quintessenza di Storie. Tentò anche di far rispettare la conformità alle leggi e tradizioni islamiche, ripristinando le vecchie norme che proibivano l'alcool, e tentò di far rispettare la partecipazione alle preghiere del venerdì e pagare l'elemosina ai poveri in modo corretto.

## Regno
Ahmed salì al trono dopo la morte del padre nel 1603. Quando salì al trono, la sua potente nonna, Safiye Sultan, era ancora viva.
Dando prova di umanità, si rifiutò di mettere a morte il fratello Mustafa (che nel 1617 gli succedette divenendo Mustafa I). Interruppe in questo modo la tradizione del fratricidio, in occasione della successione al trono, e anzi inviò il fratello minore a vivere con la madre nel vecchio palazzo imperiale.
Secondo altri commentatori si trattò anche di calcolo politico, per non danneggiare l'immagine pubblica della dinastia, poiché il fratello maggiore era l'unico altro possibile erede al trono, e il giovane Ahmed, appena tredicenne, non avere dimostrato ancora al popolo il suo valore di re.

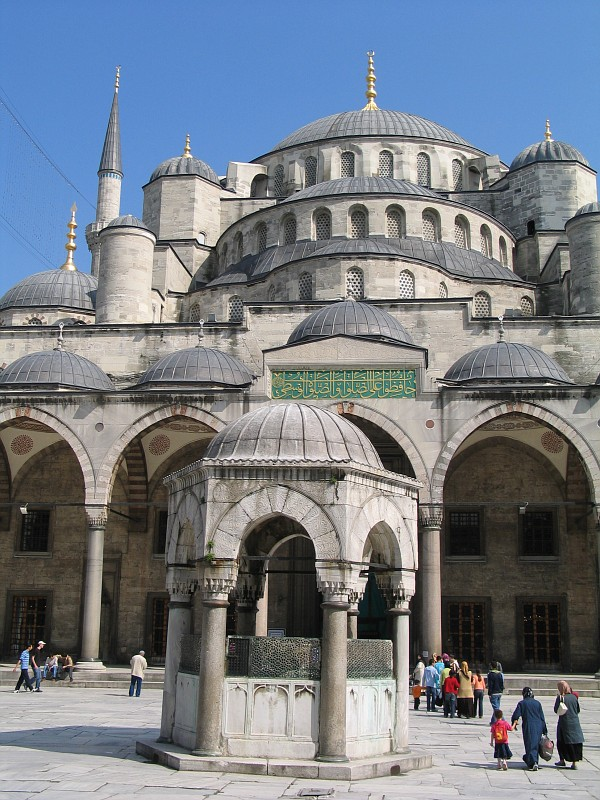
Un'immagine della Moschea Azzurra, fatta costruire da Ahmed I a Istanbul

Nei suoi primi anni di regno Ahmed I dimostrò decisione e risolutezza, che però vennero smentite dalla sua condotta successiva. Le guerre seguenti al suo insediamento sul trono, combattute in Ungheria e in Persia, terminarono sfavorevolmente per l'impero, ed il prestigio del sultano ricevette un primo colpo con il Trattato di Sitvatorok, concluso nel 1606, con cui veniva abolito il tributo annuale versato dall'Austria alla Sublime porta.
A seguito della disastrosa disfatta nella Guerra ottomano-safavide (1603-1618), Georgia, Azerbaigian e altri vasti territori del Caucaso vennero ceduti alla Persia, tramite il trattato di Nasuh Pasha. I nuovi confini tornarono ad essere quelli disegnati con la Pace di Amasya nel 1555.
Durante i restanti anni di regno, Ahmed I si abbandonò ai piaceri, lasciando che dilagassero la crisi e la corruzione negli apparati burocratici statali, e l'indisciplina nelle file dell'esercito. Sembra che durante il suo regno sia stato introdotto per la prima volta nell'impero l'uso del tabacco.
Oggi Ahmed I viene ricordato principalmente per la costruzione della Ahmediye Cami ("moschea del sultano Ahmed" in turco), detta la Moschea Blu, uno dei capolavori dell'architettura islamica. L'area di Istanbul attorno alla Moschea è chiamata oggi Sultanahmet.

## Famiglia

### Consorti
Ahmed aveva due consorti note, più diverse concubine sconosciute, madri degli altri principi e principesse.
Le consorti note sono:
- Mahpeyker Kösem Sultan. Sua favorita, Haseki Sultan e probabilmente moglie legale, madre di molti dei suoi figli.
- Hatice Mahfiruz Hatun. Chiamata anche Mahfiruze, fu la sua prima concubina e madre del primogenito Osman II.

### Figli
Ahmed I aveva almeno tredici figli: 
- Osman II (Costantinopoli, 3 novembre 1604 - Costantinopoli, 20 maggio 1622)[4][5] - con Mahfiruz Hatun. Sultano dell'Impero Ottomano.
- Şehzade Mehmed (Costantinopoli, 11 marzo 1605 - Costantinopoli, 12 gennaio 1621)[4][5][6] - con Kösem Sultan. Giustiziato da Osman II.
- Şehzade Orhan (Costantinopoli, 1609? - Costantinopoli, 1612?) - probabilmente con Kösem Sultan.
- Şehzade Cihangir (Costantinopoli, 1609 - Costantinopoli, 1609)
- Şehzade Selim (Costantinopoli, 27 giugno 1611 - Costantinopoli, 27 luglio 1611) - forse con Kösem Sultan.
- Murad IV (Costantinopoli, 27 luglio 1612 - Costantinopoli, 8 febbraio 1640)[4][7][8][9] - con Kösem Sultan. Sultano dell'Impero ottomano.
- Şehzade Hasan (Costantinopoli, 25 novembre 1612 - Costantinopoli, 1615)
- Şehzade Bayezid (Costantinopoli, dicembre 1612 - Costantinopoli, 27 luglio 1635)[4][5] - forse con Mahfiruz Hatun. Giustiziato da Murad IV durante i festeggiamenti congiunti per il compleanno del Sultano e la vittoria di Erevan. Venne sepolto nella türbe di Ahmed I, nella Moschea Blu.
- Şehzade Selim (Costantinopoli, 1613? - Costantinopoli, 27 luglio 1635)[10] - forse con Kösem Sultan. Giustiziato da Murad IV durante i festeggiamenti congiunti per il compleanno del Sultano e la vittoria di Erevan. Venne sepolto nella türbe di Ahmed I, nella Moschea Blu.
- Şehzade Süleyman (Costantinopoli, 1613?/1615? - Costantinopoli, 27 luglio 1635)[4][5][8] - forse con Kösem Sultan. Giustiziato da Murad IV durante i festeggiamenti congiunti per il compleanno del Sultano e la vittoria di Erevan. Venne sepolto nella türbe di Ahmed I, nella Moschea Blu.
- Şehzade Hüseyin (Costantinopoli, 14 novembre 1613 - Costantinopoli, 1617)[4][5]
- Şehzade Kasım (Costantinopoli, 1614 - Costantinopoli, 17 febbraio 1638)[4][7][8][9] - con Kösem Sultan. Giustiziato da Murad IV.
- Ibrahim I (Costantinopoli, 5 novembre 1615 - Costantinopoli, 18 agosto 1648)[4][7][8][9] - con Kösem Sultan. Sultano dell'Impero ottomano.

### Figlie
Ahmed I aveva almeno undici figlie: 
- Ayşe Sultan (Costantinopoli, 1605/1606 o 1608 – Costantinopoli, maggio 1657)[8] - con Kösem Sultan. Si sposò otto volte.
- Fatma Sultan (Costantinopoli, 1606/1607 - Costantinopoli, 1670)[8][11] - con Kösem Sultan. Si sposò sette volte.
- Gevherhan Sultan (Costantinopoli, 1605/1606 o 1608 – Costantinopoli, 1660?)[8][11] - con Kösem Sultan. Si sposò due volte.
- Hatice Sultan (Costantinopoli, 1608 - Costantinopoli, 1610). Sepolta col padre nella Moschea Blu.
- Hanzade Sultan (Costantinopoli, 1609 - Costantinopoli, 21 settembre 1650)[11] - con Kösem Sultan. Si sposò due volte.
- Esma Sultan (Costantinopoli, 1612 - Costantinopoli, 1612). Sepolta col padre nella Moschea Blu.
- Zahide Sultan (Costantinopoli, 1613 - Costantinopoli, 1620). Sepolta col padre nella Moschea Blu.
- Burnaz Atike Sultan (Costantinopoli, 1614/1616? - Costantinopoli, 1674) - forse con Kösem Sultan e possibile gemella di Şehzade Kasim.  Si sposò tre volte.
- Zeynep Sultan (Costantinopoli, 1617 - Costantinopoli, 1619). Sepolta col padre nella Moschea Blu.
- Ümmühan Sultan (? - dopo il 1688) - con Kösem Sultan. Sposò Shehit Ali Pasha.
- Abide Sultan (Costantinopoli, 1618 - Costantinopoli, 1648?). Nata postuma e chiamata anche Übeyde Sultan, sposò Küçük Musa Pascià nel 1642, rimanendo vedova nel 1647. Sepolta col padre nella Moschea Blu.

## Morte
Morì il 22 novembre 1617 presso il Palazzo Topkapı per febbre tifoide di sanguinamento gastrico. Il sultano è sepolto in un mausoleo adiacente all'edificio di culto.

## Nella cultura di massa
Nel serie tv del 2015 Il secolo magnifico: Kösem, Ahmed I è interpretato dall'attore turco Ekin Koç.